# Епітокія

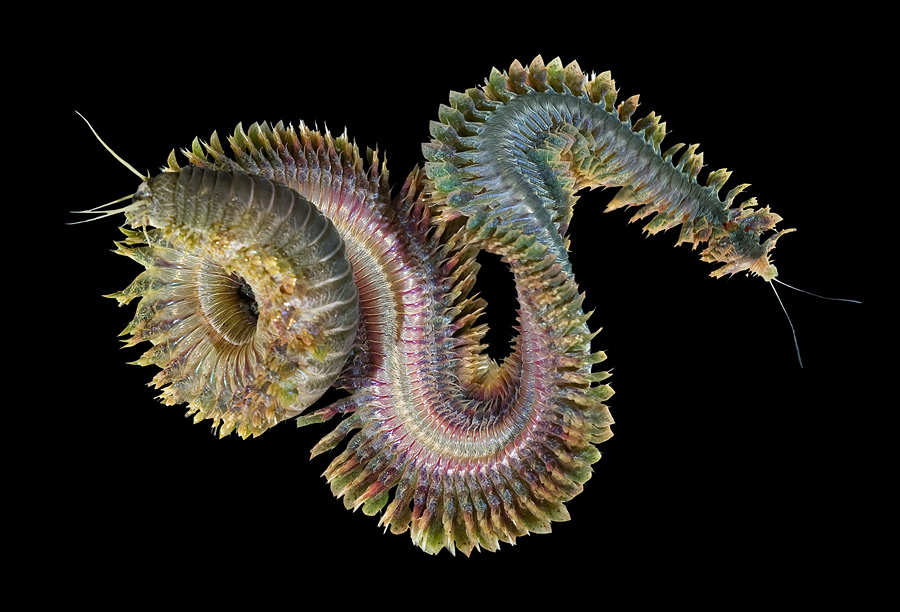
Епітокна (епігамна) форма нереїди Nereis virens

Епітокія (від грец. epi — над, після та tokos — народження) — розвиток пелагічної стадії у деяких донних багатощетинкових червів у період статевого розмноження. Утворення пелагічної (епітокної) стадії з донної (атокної) відбувається або шляхом метаморфозу або в ході нестатевого розмноження (у формі брунькування або паратомії). 
В епітокних червів значного розвитку набувають очі та м'язи, а також модифіковані параподії: гребна поверхня збільшена невеликими плавцями та більшими плавальними щетинками. 
Зазвичай пелагічні стадії утворюються синхронно в усій популяції червів та піднімаються до поверхні води, де через розрив стінки сегменту викидаються гамети у товщу води, в якій відбувається запліднення.
Найкраще досліджено явище епітокії у представників родин Нереїдові (Nereididae), Eunicidae та Syllidae.

## Види епітокії
У залежності від значення нестатевого розмноження в утворенні епітокної особини виділяють два варіанти: епігамія та схізогамія.
- епігамія (від грец. gamos — шлюб) — зміни відбуваються в усіх сегментах тіла черва, утворюється епітокна форма. По завершенні періоду розмноження особина гине.
- схізогамія (від давн.-грец. σχίζω — розколюю) — зміни відбуваються тільки у частині сегментів. Тіло черва розділяється на два відділи. В результаті виникає різке розділення тіла на передній — атокний, тобто нестатевий, та задній — епітокний, або статевий, відділи. У задньому відділі формуються статеві продукти, значно збільшуються параподії та щетинки; сильно рудиментується кишечник та змінюється забарвлення. Епітокний відділ відділяється від тіла черва та самостійно плаває, розсіюючи статеві продукти. За такого способу розмноження особина не гине, а регенерує втрачені сегменти тіла. У Autolytus Myrianida та деяких інших епітокна частина ще до відділення від атокної може утворювати голову, а нестатева — почати регенерацію задніх сегментів: тварина має вигляд двох особин різної будови, які з'єднані зоною регенерації. Інколи ще до відділення першого сформованого статевого індивіда попереду нього за рахунок регенерації утворюється друга, третя і наступні до 30 статевих особин, розташованих у один ряд; таким чином виникає тимчасовий ланцюг особин. Потім статеві особини відділяються і відпливають.